# Anahita Ratebzad
Anahita Ratebzad (persan : اناهیتا راتبزاد), née en novembre 1931 à Guldara (en) et morte le 7 septembre 2014 à Dortmund, est une femme politique afghane, socialiste-marxiste, membre du Parti démocratique populaire d'Afghanistan (PDPA) et de son Conseil révolutionnaire. 

## Biographie
Anahita Ratebzad naît dans la province de Kaboul d'une mère tadjik-pandjchiri et d'un père pachtoune, Ahmed Rateb Baqizada, neveu de Mohamad Tarzi et cousin de la reine Soraya Tarzi. Ce dernier est rédacteur en chef de Naseem-e-Sahar et ardent défenseur des réformes d'Amanullah Khan, ce qui le conduit à un exil forcé en Iran sous l'administration de Mohammad Nadir Shah. Ratezbad et son frère grandissent sans leur père et dans une certaine pauvreté. Ratebzad étudie dans une école francophone de Kaboul, le lycée Malalaï.
Elle est mariée à 15 ans au docteur Keramuddin Kakar, l'un des chirurgiens afghans les plus réputés de l'époque. Elle le suit à l'étranger et est diplômée en soins infirmiers à l'université d'État du Michigan, en 1954. Profitant que l'université de Kaboul s'ouvre aux femmes, elle fait partie de la première promotion de médecins femmes en 1962. Son engagement politique à gauche contribue à la détérioration de ses relations avec son mari, fidèle à Zahir Shah. Alors qu'ils ont trois enfants, une fille et deux fils, Ratebzad quitte son époux en 1973, sans divorcer cependant.
Anahita Ratebzad est une des premières militantes visibles en Afghanistan, à partir de la fin des années 1950. Elle fait partie notamment d'une première délégation de femmes représentant le royaume d'Afghanistan à l'étranger, lors la conférence asiatique des femmes à Ceylan, en 1957.
Alors que l'obligation du port du voile est levée par le gouvernement de Daoud Khan, Ratebzad dirige un groupe d'infirmières en 1957 à l’hôpital de Kaboul, qui soigne également des patients masculins, ce qui fait scandale.
Anahita Ratebzad s'implique en politique, à gauche. En 1965, elle fonde avec d'autres le Parti démocratique populaire d'Afghanistan (PDPA). Cette même année, alors que les élections parlementaires sont pour la première ouvertes aux femmes, elle est l'une des quatre premières femmes élues au Parlement afghan, avec Roqia Abubakr, Khadija Ahrari et Masuma Esmati-Wardak, et l'un des quatre membres connus du PDPA, avec Babrak Karmal notamment. Ses opinions sur le droit des femmes et son marxisme assumé font d'elle une figure visible et controversée. Sa relation étroite avec Babrak Karmal lui vaut d'être étiquetée comme sa maîtresse, voire sa compagne.
Anahita Ratebzad crée l'Organisation démocratique des femmes d'Afghanistan (en) en 1964, une association apolitique de promotion des droits des femmes. Le mouvement organise une marche de protestation le 8 mars 1965 à Kaboul, marquant la première célébration de la Journée internationale de la femme en Afghanistan. Après la révolution de Saur en 1978, l'organisation passe sous le contrôle du PDPA et perd son indépendance. Anahita Ratebzad en est élue présidente en 1980.
Dans les jours qui précédent la révolution de Saur, les 28 et 29 avril 1978, Anahita Ratebzad, figure du courant Parcham du PDPA, est placée en résidence surveillée à Macroraion, tandis que Babrak Karmal, Panjsheri, Nour Mohammad Taraki et Saleh Mohammad Zeary sont emprisonnés. Après la révolution, Taraki, devenu président, la nomme ministre des Affaires sociales. Elle sert à ce poste quatre mois. Assez rapidement, les principaux meneurs parchamis, parmi lesquels Babrak Karmal et Anahita Ratezbad, sont exilés. Elle est nommée ambassadrice à Belgrade (1978-1980). 
Quand Hafizullah Amin accède au pouvoir, en renversant et assassinant Taraki, une purge politique est ordonnée parmi les Parchamis. Karmal, Najibullah et Ratebzad, parmi d'autres, sont rappelés au pays. Peu après, l'invasion soviétique de l'Afghanistan renverse Amin. Les Soviétiques installent Karmal comme président. Ratebzad est nommée ministre de l'Éducation (1980-1981) et devient un membre permanent du Conseil du PDPA, ce qui lui confère de vastes pouvoirs. En juillet 1980, son assassinat est annoncé dans les médias, avant d'être démenti.
En 1986, alors que le pays est en proie à une longue guerre, Karmal est débarqué par les Soviétiques, et remplacé par Najibullah, plus éloigné de la rhétorique marxiste. Ratebzad est déchargée de toutes ses fonctions publiques.
Anahita Ratebzad reste en Afghanistan jusqu'en mai 1992 et la nouvelle guerre d'Afghanistan. Devant la menace des Moujahidines, elle fuit à New Delhi, en Inde, où elle est placée sous la protection du gouvernement indien. En 1995, elle s'installe à Sofia, en Bulgarie et un an plus tard, après avoir demandé l'asile politique, s'installe à Lünen, en Allemagne. Elle meurt d'une insuffisance rénale en 2014, à 82 ans. Ses restes ont été ramenés en Afghanistan et ont été enterrés au Shohada-e-Sa'alehin à Kaboul.